# ショーン・モリソン (サッカー選手)
ショーン・モリソン(1991年1月8日-)はイギリスのサッカー選手。ポジションはDF。

## 経歴
地元クラブであるプリマス・アーガイルFCでプレーを始めたが、「背が低い」という理由で2007年に放出された。
2007年夏、スウィンドン・タウンFCに加入。2008年2月にプロ契約を締結した。同年4月のジリンガムFC戦でプロデビューを果たした。
2011年1月14日、レディングFCに移籍した。
2014年8月25日、カーディフ・シティFCに4年契約で移籍。2016年9月からはキャプテンを務め、2017-18シーズンのプレミアリーグ昇格を助けた。
2023年1月10日、ロザラム・ユナイテッドFCへの移籍が発表された。

## 人物
二人の祖父はいずれもアイルランド人。